# Gert Kollat
Gerhard „Gert“ Kollat, seltener Gerd Kollat und Gert Kollat-Romanoff (* 9. Juni 1906 in Lissa, Provinz Posen, Deutsches Reich; † 28. August 1982 in Berlin) war ein deutscher Schauspieler bei Bühne und Film sowie ein Theaterregisseur und Bühnenbildner.

## Leben
Der Sohn eines Baugeschäftsinhabers besuchte das Gymnasium und erhielt anschließend Schauspielunterricht. Gert Kollat stieß 1925 zum Theater und erhielt im Jahr darauf im niederschlesischen Glogau sein erstes Festengagement. Als Gert Kollat-Romanoff trat er zunächst sowohl als Schauspieler und Regisseur als auch als Bühnenbildner (erstmals in dieser Funktion 1928) am Westsächsischen Landestheater (später umbenannt in Sächsische Kulturbühne) auf, ehe er 1929 nach Chemnitz wechselte. Infolge der Machtergreifung durch die Nationalsozialisten (1933) war Gert Kollat allerlei Berufsbeschränkungen ausgesetzt, woraufhin er einen Berufswechsel vornahm und 1936 in Berlin einen Kinosaal erwarb. 
Erst nach Ende des Zweiten Weltkriegs 1945 konnte Gert Kollat zur Schauspielerei zurückkehren. Er ging nach Hamburg und übernahm die Leitung des Neuen Theaters. Von 1949 bis 1961 wirkte der gebürtige Ostdeutsche zumeist in Ost-Berlin bzw. in der DDR, wo er vor allem am Theater, gelegentlich aber auch im Film auftrat. In jenen Jahren wirkte Kollat jedoch vorwiegend in bundesrepublikanischen Produktionen mit, wo er eine Reihe von recht unbedeutenden Nebenrollen spielte. Nach dem Mauerbau (August 1961) blieb der in Berlin-Dahlem ansässige Kollat von seinem Arbeitsplatz im Osten der Stadt abgeschnitten und arbeitete fortan nur noch im Westen. Seine letzten Auftritte vor der Kamera absolvierte Gerhard „Gert“ Kollat ausschließlich für das Fernsehen. Kollat hat auch für den Hörfunk gearbeitet und mit Karussell der Liebe eine Operette geschrieben. Zu dem 1964 entstandenen Fernsehspiel Reizende Leute verfasste er die Vorlage.

## Filmografie
- 1949: Derby
- 1949: Schicksal aus zweiter Hand
- 1950: Der Schatten des Herrn Monitor
- 1950: Der Rat der Götter
- 1950: Pikanterie
- 1952: Der Onkel aus Amerika
- 1953: Hollandmädel
- 1954: Der Zigeunerbaron
- 1955: Meine Kinder und ich
- 1955: Liebe ohne Illusion
- 1956: Spion für Deutschland
- 1956: Der Mustergatte
- 1957: Das Glück liegt auf der Straße
- 1957: Das haut hin
- 1957: Das Herz von St. Pauli
- 1957: Das einfache Mädchen
- 1959: Freddy unter fremden Sternen
- 1960: Fernsehpitaval: Der Fall Hugo Stinnes jr. (Fernsehreihe)
- 1960: Freddy und die Melodie der Nacht
- 1960: Nackt unter Wölfen
- 1960: Die letzte Probe
- 1960: Johnny Belinda
- 1961: … denn das Weib ist schwach
- 1961: Weekend im Paradies
- 1962: Willi Winzig
- 1964: Gewagtes Spiel: Teddy und Freddy
- 1969: Alle Hunde lieben Theobald (TV-Serie, eine Folge)
- 1971: Doppelgänger (TV-Serie, eine Folge)
- 1972: Job nach Noten (TV-Serie, eine Folge)